# Ķegums
Ķegums (ryska: Кегумс) är en stad i Lettland, huvudort i kommunen Ķeguma novads, belägen vid floden Daugava 40 km uppströms från (sydost om) huvudstaden Riga i den centrala delen av landet. Ķegums ligger 41 meter över havet och antalet invånare är 2 372.
Vid Kegums uppfördes i slutet av 1930-talet ett stort vattenkraftverk för att försörja Riga med elektricitet. Projektet utfördes av ett konsortium av svenska företag, uppbackat av exportkreditnämnden, men avbröts av andra världskriget. Kraftverksdammen bär upp en bro med gatan Keguma prospekts, som ingår i den nordsydliga riksvägen P8.
Terrängen runt Ķegums är platt. Runt Ķegums är det mycket glesbefolkat, med 7 invånare per kvadratkilometer. Närmaste större samhälle är Ogre, 10,4 km nedströms från (nordväst om) Ķegums. I omgivningarna runt Ķegums växer i huvudsak blandskog.